# Fouchy
Fouchy es una localidad y comuna francesa situada en el departamento de Bajo Rin, en la región de Alsacia. Tiene una población de 568 habitantes (según censo de 1999) y una densidad de 72 h/km².